# Перетворювач Cuk

Рис.1 Схема перетворювача Cuk

Перетворювач Cuk — один з видів DC-DC перетворювачів, який може як підвищувати вхідну напругу так і понижати її. По суті являє собою підвищувальний перетворювач, за яким слідує понижувальний перетворювач з розподільчим конденсатором між ними. У даному перетворювачі в якості основного накопичувача енергії використовується конденсатор, на відміну від більшості перетворювачів, які використовують котушки індуктивності.
Перетворювач був названий в честь винахідника даної топології Слободана Кука (Slobodan Ćuk)

## Принцип роботи неізольованого перетворювача

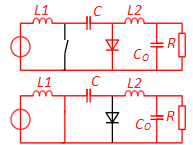
Рис 2. Робочі стани перетворювача

Схема неізольованого перетворювача показана на рис.1. В перетворювачі вихідна напруги інвертована відновсно вхідної. Конденсатор С використовується для передачі енергії і почергово підключається до виходу і входу через ключ S, функцію якого зазвичай виконує транзистор, та діод D. На інтервалі замкнутого стану ключа S у вхідній котушці індуктивності L1 зростає струм і запасається енергія, яка надходить від джерела живлення. При цьому розподільчий конденсатор С через котушку L2 передає енергію в накопичувальний конденсатор С0, від котрого живиться навантаження представлене опором R. Коли ключ розімкнений, струм проводить діод D, який відкриваєтьс за рахунок ЕРС самоіндукції котушки L2. Струм накопичувальної котушки L1 підзаряджає конденсатор С, відновлюючи енергію, яка була передана у вихідний конденсатор під час попереднього інтервалу часу з замкнутим ключем.

### Переваги даної схеми
- неперервний характер вхідного струму
- неперервний характер струму котушки індуктивності L2
- можливість отримати нульові пульсації вихідного струму, при стрворенні відповідної величини магнітного зв'язку між обмоткам котушок L1 та L2.

## Ізольований перетворювач

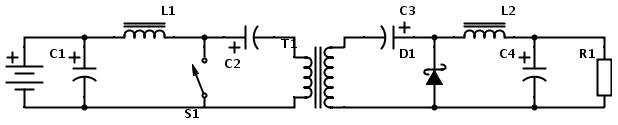

Перетворювач Cuk може бути виконаний з використанням трансформатора Т1 та додаткового конденсатора С3 (рис. 3). Оскільки в схемі присутній трансформатор, то полярність вихідної напруги тепер можна обирати. Дана схема як і попередня може як підвищувати так і понижати вхідну напругу, а за рахунок відношення витків трансформатора можна зменшити навантаження на пристрій зі сторони входу.